# Leefbaar 3B
Leefbaar 3B is een lokale Nederlandse onafhankelijke politieke partij in de Zuid-Hollandse gemeente Lansingerland.

## Oprichting
Op 18 april 2001 werd het initiatief genomen tot oprichting van Leefbaar Bergschenhoek. Deze partij werd opgericht met als doel de belangen van alle inwoners van de gemeente Bergschenhoek te behartigen. Vanwege de samenvoeging van gemeenten Bergschenhoek, Berkel en Rodenrijs en Bleiswijk tot gemeente Lansingerland, werd in 2006 Leefbaar Bergschenhoek omgedoopt tot Leefbaar 3B. Met 3B verwijst de partij naar de namen van de 3 dorpen en beogen ze de eigen identiteit van de dorpskernen te benadrukken. 

## Verkiezingen
Bij de herindelingsverkiezingen in 2007 haalde Leefbaar 3B 4 zetels. Bij de gemeenteraadsverkiezingen van 2010 verdubbelde de partij het aantal naar 9 zetels. Daarmee werden ze de grootste partij in de gemeenteraad. De partij vormde toen een college met de VVD en de ChristenUnie. Bij de gemeenteraadsverkiezingen van 2014 zakte Leefbaar 3B naar 7 zetels, maar bleef daarmee wel de grootste partij in de gemeenteraad. In 2014 vormden zij het college met het CDA, D66 en de ChristenUnie. De door Leefbaar 3B geleverde wethouder is Simon Fortuyn, broer van politicus Pim Fortuyn en Marten Fortuyn. Simon Fortuyn was lijsttrekker voor de gemeenteraadsverkiezingen van 2018 en 2022. Leefbaar 3B werd bij de gemeenteraadsverkiezingen van 2018 voor de derde keer op rij de grootste partij in Lansingerland. Het aantal raadszetels steeg van 7 naar 9 zetels. Bij de gemeenteraadsverkiezingen van 2022 verloor de partij 2 zetels en werden daarmee de tweede partij in de gemeenteraad.

## Grondbeginselen
Leefbaar 3B kent 10 grondbeginselen.
- Is een onafhankelijke partij die pal staat voor alle burgers van Lansingerland ongeacht bijvoorbeeld religie, (landelijk) politieke overtuiging, geaardheid, maatschappelijke positie, ras.
- Predikt leefbaarheid.
- Is pragmatisch.
- Bedrijft open, integere en transparante politiek.
- Zoekt en streeft naar cohesie en draagvlak onder de bevolking van Lansingerland want samen staan we sterk.
- Wil niet dat Lansingerland opgaat in een grootstedelijk gebied.
- Vecht voor het behoud van het specifieke karakter van Lansingerland.
- Werkt aan een veilige en rustige woonomgeving in Lansingerland.
- Gaat voor behoud van en waar nodig voor uitbreiding van de huidige faciliteiten in Lansingerland.
- Streeft naar een klantvriendelijke gemeente (gemeentelijke organisatie).